# Sarcocapnos crassifolia
Sarcocapnos crassifolia är en vallmoväxtart. Sarcocapnos crassifolia ingår i släktet Sarcocapnos och familjen vallmoväxter.

## Underarter
Arten delas in i följande underarter:
- S. c. atlantis
- S. c. crassifolia
- S. c. speciosa